# Majrbiek Tajsumow
Majrbiek Wachajewicz Tajsumow (ros. Майрбек Вахаевич Тайсумов; ur. 8 sierpnia 1988 w Groznym) – austriacki zawodnik mieszanych sztuk walki (MMA) pochodzenia rosyjskiego. Były zawodnik federacji UFC.